# Pieter Nauta
Pieter Nauta was een Nederlandse houtsnijder en beeldhouwer.

## Leven en werk
Nauta woonde en werkte in Leeuwarden. Hij was een tijdgenoot van Gerbrandus van der Haven, ze maakten beiden beeldhouwwerk voor het stadhuis van Leeuwarden.

## Enkele werken
- 1696 houtsnijwerk aan de Koningskraak (herenbank van de Friese stadhouders) in de Jacobijnerkerk in Leeuwarden
- 1715 fronton met Stedenmaagd aan het stadhuis van Leeuwarden
- 1724 eikenhouten balustertrap in het stadhuis van Leeuwarden - in samenwerking met Benjamin Dijkstra